# 風に吹かれて波乗りジョニーず
風に吹かれて波乗りジョニーず（かぜにふかれてなみのりじょにーず）は、日本の演劇ユニット、YouTuber。

## メンバー
| メンバー         | まねーじゃー | 所属           | メンバーカラー |
| ---------------- | ------------ | -------------- | -------------- |
| セプテンバー酒井 | 川添公二     | テノヒラサイズ | 青             |
| グラハム中山     | 奥井隆一     | CHO-ZIN        | 紫             |
| ジャーマン吉岡   | 日ノ西賢一   | WARAOMO企画    | 緑             |
| チョイメン万太郎 | 流石矢一     | MC企画         | 黄             |
| コーバン宮沢     | 佐藤俊作     | MC企画         | 赤             |

公式YouTubeをもとに作成。
なお、メンバーカラーについては舞台やYouTubeの衣装でも使用されている。

## 来歴
関西を中心に活動する演劇ユニット。事務所や劇団の垣根を越えて2012年に結成される。ファンを「仔猫ちゃん」と呼んでいる。

### グループ名の由来
5人でそれぞれ案を出し合って決めた。メンバーそれぞれの名前と同じく片仮名を交えたグループ名が良いと考え、たまたまスーパーマーケットで目にした「風に吹かれて波乗りジョニー」と書かれた豆腐のパッケージから平仮名の「ず」を付けたコーバン宮沢の案が採用された。しかしコーバン宮沢の勘違いで豆腐のパッケージに書かれてた正式な商品名は「風に吹かれて豆腐屋ジョニー」だった。

### ジョニーずの原点〜セプテンバー酒井の誕生〜
奥井隆一が主宰する演劇チーム「CHO-ZIN」の舞台の前説で何をするか考えた際、奥井が楽屋にあったサングラス、ハチマキ、短パン、タンクトップなどを川添公二の身に纏わせ、アカペラでオリジナルソングを唄ってお客様を盛り上げさせた。以降前説ではこのスタイルが定着する。セプテンバー酒井というネーミングやオリジナルソングの作詞作曲も全て奥井によるものである。セプテンバー酒井はそれ以降他の劇団の舞台でも前説として活躍の場を広げて行くようになる。

## 出演

### 舞台[1]
- en:en vol.4.2 初秋トリイフェス2012「トリイトークフェス」（2012年）[2]
- 「クリスマス会」（2012年）
- 「養護学校　慰問」（2012年）
- 「バナナの学校」（2013年）
- 「クリ謹フェスティバル」（2013年）[3]
- 「はっちゃけLXUARY XmasPARTY」（2013年）
- 「忘年会イベント」（2014年）[4]
- 「忘年会イベント」（2015年）[5]
- 「風に吹かれて波乗りジョニーずの子猫ちゃんの子猫ちゃんをビッショリ濡らしてやるぜ2017」（2017年）[6]
- 「10周年だぜ 222 これからも子猫ちゃんと波にのっていくぜ」（2022年11月19日）
- 「真夏の波乗り祭」（2024年8月4日）

### イベント
- 大阪市鶴見区民センターまつり（2013年）[7]
- 咲くやこの花館スーパーウルトラスペクタクルデンジャラススマイルファンタジーイソプロピルアンチピリンヒーローショー（2013年）[8]
- カフェオーレのように混ぜておいしくナ～レ!!（2013年）[9]
- はっちゃけ Luxury Xmas Party（2013年）[10]
- パークナード湖芦屋「おもしろ餅つきSHOW」（2014年）[11]
- 中崎町キャバレーナイト（2015年）※MCとしてセプテンバー酒井のみ[12]
- JTB 大阪観光バス【こてこて号】「火曜日は歌謡ショー」（2017年～2019年）※セプテンバー酒井のみ[13][14]
- そそり1グランプリ2019（2019年）※セプテンバー酒井のみ[15]
- 映画「鬼の臍を蓼酢で喰う」舞台挨拶MC ※セプテンバー酒井のみ[16]

### メディア
- Ustream配信「はっちゃけB魔女☆ハッピートーク」（2013年）[17]

### 前説（セプテンバー酒井）
- CHO-ZIN「あぁ、春日村青年団」（2009年）
- 芸術活動集団en-en 第二回公演「円のような縁」千秋楽（2010年）[18]
- 芸術活動集団en‐en vol.2.7「えい象くん。と、ご飯を食べよう。」（2010年）[19]
- CHO-ZIN vol.2「栗田家の人々～我が家にやっと春が来た…～」（2011年）[20]
- LINX'S-03-シアトリカル應典院（2011年）[21]
- 劇団 The Stone Ageヘンドリックス「ちょんまげの木の下で」（2011年）[22]
- en-en vol.3.2「クリスマスを過ごします。会」（2011年）[23]
- ゲキバカ「ニトロ」（2012年）[24]
- baghdad cafe「男子」（2012年）※後説[25]
- The Stone Ageヘンドリックス第三回公演「喪主もピアノが弾けたなら」[26]
- LINX'S-04-大阪 日本橋 インディペンデントシアター2nd（2012年）[27]
- カフェイベント Good Day Party 西宮インティライミ（2012年）[28]
- en:en vol.4.0「音の聞こえた町。」（2012年）[29]
- ゲキバカ「ごんべい」（2013年）
- 10ANTS「坂の上の二人と三人。そしてひとり」（2013年）[30]
- charms旗揚げ公演「鯨にのった、女の子。」（2013年）[31]
- baghdadcafe' 13.the LIVES「talk about her life」（2013年）※後説[32]
- 10ANTS「板の上の二人と三人そしてひとり」（2014年）※ジャーマン吉岡・コーバン宮沢と共に出演[33]
- ブラック★タイツ「桜×心中」（2014年）[34]
- バグダッドカフェ「リターン☆プラネット on stage」（2014年）[35]
- 伊藤えん魔の秘密集会（2014年）[36]